# Anton Ullmann
Anton Jakob Ullmann (* 1. Januar 1732 in Neudek; † 5. Juli 1807 ebenda) war ein böhmischer Bergmeister, Geometer und Chemiker. Er ließ 1788 das erste bergtechnische Steinkohlebergwerk anlegen.

## Leben
Anton Ullmann wurde als viertes Kind des Weißbäckers, Stadtrichters und Bürgermeisters Franz Ignaz Ullmann (1700–1777) und dessen Ehefrau Anna Regina geb. Schott (* 1698) in Neudek im Erzgebirge geboren. Er war Mitglied einer alten weitverzweigten Familie, die ursprünglich aus Sachsen stammte, ein eigenes Wappen mit der Jahreszahl 1450 führte und sich im 16. Jahrhundert in der Gegend um Neudek ansiedelte. Der Familienzweig war 1670 von Trinksaifen nach Neudek zugezogen.
Ullmann, von Beruf Geometer und Chemiker, übernahm 1758 das Amt des Bergmeisters von Neudek von seinem Onkel Johann Martin Schott (* 1689). Im April 1788 ließ er das erste bergtechnische Steinkohlebergwerk am Meierhof unweit von Grünlas am Elbogener Weg (alte Poststraße) anlegen (später auf der Schachtanlage neben dem städtischen Meierhof in Neusattl). Die schwierigste Arbeit Ullmanns bestand hier in der Planung und Realisierung eines 190 Klafter langen Wasserstollens, der zum Bergwerk führte. Eine Skizze, die er von dem alten Herrenofen in Grünlas anfertigen ließ, erschien in dem Buch Topographie der historischen Kunst-Denkmale im Königreiche Böhmen.
Als der hochbetagte Ullmann in seiner Funktion als Bergmeister am 1. Januar 1801 in Pension ging, rückte an seine Stelle dessen Sohn, der bisherige Bergadjunkt Kaspar Ullmann (1767–1853), aber nicht als staatlicher, sondern als herrschaftlicher Bergmeister, in welcher Eigenschaft er vom k. k. Bergoberamt St. Joachimsthal am 12. Februar 1802 bestätigt wurde. Ullmann starb im Jahre 1807 in Neudek im Alter von 75 Jahren an Entkräftung.
Sein Enkel Franz Ullmann (1800–1864) ist vermutlich identisch mit dem letzten Bergmeister von Neudek, der 1864 in der Hirschkopfzeche verunglückte.

## Familie
Anton Jakob Ullmann heiratete 1757 in Neudek Maria Magdalena geb. Linck (* 6. November 1731 in Neudek), die Tochter des Bürgermeisters, Stadtrichters und Primators Wenzel Prokop Linck († 1771). Aus der Ehe gingen acht Kinder hervor:
- Maria Regina Catharina (1759–1761)
- Joannes Antonius (1760–1763)
- Maria Magdalena (* 1761)
- Maria Anna Ludmilla (1763–1833); ⚭ 1791 Franz Schott, Braumeister.
- Maria Catharina Regina (1765–1766)
- Casparus Antonius (1767–1853), Bergmeister, Geometer, Filialzehnteinnehmer; ⚭ 1799 Eva Anna Johanna Pöhner (1777–1851).
- Maria Magdalena (* 1768)
- Totgeburt (*/† 1770)